# Histoire d'Irkoutsk
L'histoire de la ville d'Irkoutsk s'échelonne sur plusieurs siècles et commence, bien avant l'arrivée des premiers colons russes, avec l'occupation par les populations sibériennes.

## Préhistoire
Les plus anciennes traces de présence humaine sur le territoire d'Irkoutsk remontent à environ 50 mille ans. Des colonies et des cimetières remontant à l'âge de pierre, du bronze et du fer ont été découverts sur les deux rives de l'Angara (les sites de l'hôpital militaire Arembovski, Chtchapov I-III, Gerassimov, Mamony II, Montagne Verkholenskaïa, bosquet Zviozdotchka, Tsar-Devnitsa, Titovo, Lissikha, Kouzmikha, pont d'Irkoutsk (rive gauche), église de Glazovo, cimetières de la culture néolithique Kitoï (nécropoles de Glazovo (avec les sites du Lokomotiv et du vélodroùe), Gorokhovski, Lissikhinski, Oust-Outchakovka). L'âge des découvertes sur le site archéologique « Léninski » dépasse 40 000 ans. L'âge du site du Paléolithique supérieur de Chtchapov I dans la zone de la rue Chtchapov et de Pchenitchnaïa Pad est de 39 900 ± 1 285 ans. Pour, Gerassimov, c'est 36 750 ± 380 ans, et pour le site de Mamony II - 31 400 ans,. Le site géoarchéologique de Trilisser I remonte à il y a 23 à 29 mille ans .

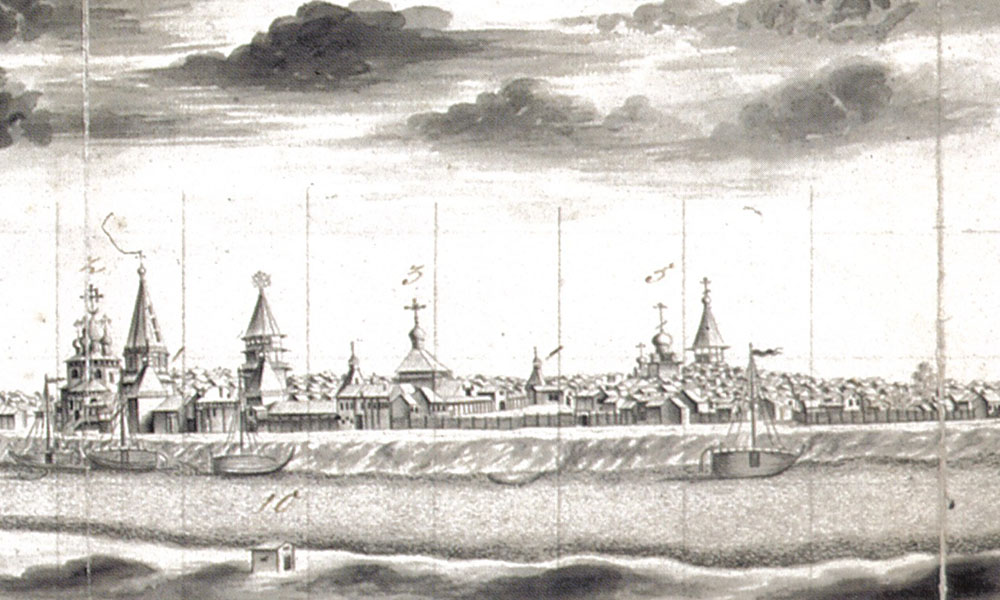
Kremlin d'Irkoutsk, 1735

## XVIIesiècle

### Fondation
Une cabane temporaire est fondée en 1652 par des Russes pour hiverner.
La ville a commencé avec un ostrog  fondé le 6 juillet 1661 par le détachement de Iakov Pokhabov sur instruction du gouverneur de l'Ienisseï,. L'endroit sur les rives de l'Angara, au confluent de la rivière Irkout, s'est avéré propice à l'agriculture et à l'élevage ; la voie navigable assurait la communication avec l'Ienisseï et le Baïkal. Le jour de la fondation du fort, Pokhabov rapporta :  « Et puis il n'y avait pas de place pour mettre un ostrog, et là où maintenant Dieu a permis de mettre un ostrog... il y a un endroit qui est le plus beau, propice au pâturage, et l'élevage du bétail, la coupe du foin et la pêche sont tous fermer, et à part cet endroit il n'y a nulle part où mettre un ostrog... lieux de steppe et d'inconfort. »

### Fin duXVIIesiècle
L'ostrog d'Irkoutsk était l'une des nombreuses forteresses-prison de Sibérie orientale construites pour collecter le iassak. Le contremaître cosaque Vassili Iezdakov a été nommé premier commis de ce nouveau ostrog.
À la fin des années 1660, les bâtiments de l'ostrog étaient pourris et la structure défensive fut reconstruite, avec un fossé creusé autour. Bientôt, une possad apparut en dehors des murs du fort. En 1672, la première église en bois, du Sauveur, fut construite, le monastère de l'Ascension masculin fut fondé et en 1689 le monastère Znamenski pour femmes fut fondé.
En 1696, à Irkoutsk, il y a eu une révolte des cosaques de Transbaïkalie contre le gouverneur A. Savelov, qui a retourné la population locale contre elle-même. À cette époque se développent des forges, des ateliers, des tanneries et des savonneries. En 1700, environ 1 000 personnes vivaient à Irkoutsk, dont 409 cosaques, 110 citadins, 50 militaires, 13 enfants boyards, 2 nobles et autres.

## XVIIIe siècle

### Transformation en un centre administratif
En 1701, le premier bâtiment en pierre est apparu dans la ville : la cabane officielle. Un service postal a été organisé avec Moscou, utilisant la conscription. En 1708, la ville d'Irkoutsk fut incluse dans le gouvernement de Sibérie nouvellement établi.
En 1716, un incendie endommagea considérablement les structures de l'ostrog, qui furent restaurées un an plus tard. La production de briques a commencé de l’autre côté de la rivière Ouchakovka . La Chronique d'Irkoutsk dit à propos de l'incendie : « Le 3 août, à Irkoutsk, à l'extérieur de la ville, un incendie s'est déclaré, à partir duquel se trouvent dans la ville l'ancienne cathédrale du Sauveur, les remparts de la ville avec les tours de la chancellerie jusqu'à  l'église du Sauveur et une maison d'hôtes avec un poste de douane et plusieurs cours ont été incendiés.. »
Dans les années 1720, Irkoutsk devint le centre de la province d'Irkoutsk faisant partie du gouvernement de Sibérie. En 1722, la mairie fut ouverte, un an plus tard elle fut réorganisée en magistrature. Au milieu des années 1720, une école « mongole » pour missionnaires et traducteurs du chinois et du mongol fut ouverte au monastère de l'Ascension près d'Irkoutsk (qui existait jusqu'en 1748). Au même moment, la ville fut visitée par des membres de l'expédition Kamtchatka dirigée par Vitus Bering. Béring est assisté de Innocent d'Irkoutck, qui dirigea l'éparchie nouvellement formé d'Irkoutsk et de Nertchinsk de 1727 à 1731.

### L'âge d'or d'Irkoutsk
À Irkoutsk, le commerce se développe et se rationalise, et l'utilisation du cachet officiel « à apposer sur les passeports délivrés aux commerçants par les douanes et les mairies » commence.
L'abolition du monopole tsariste sur les exportations de fourrures en 1762 marque le début de « l'âge d'or » des marchands d'Irkoutsk, la ville devenant un centre de ce commerce. Les plus grandes dynasties marchandes : les Sibiriakov, les Basnine, les Trapeznikov, les Doudorovski, les Soldatovy - se sont enrichies dans le commerce russo-chinois, achetant et revendant des fourrures et empêchant les marchands non-résidents d'accéder au marché local. Une autre source de leur enrichissement était la participation à la fourniture de nourriture et de métaux pour les besoins de l'État ; les marchands partageaient l'argent reçu du trésor avec les fonctionnaires. De nombreuses dynasties marchandes sont venues du nord de la Russie. La ville est à cette époque grâce à sa richesse la capitale de la Sibérie orientale, et une des plus grandes villes de Sibérie.

En 1764, le gouvernement d'Irkoutsk fut créé dans le cadre du tsarat de Sibérie. Dans les années 1770, la foire municipale et le bureau des banques furent officiellement inaugurés. Dans les années 1780, apparaissent une bibliothèque publique, un séminaire théologique, une école municipale, un collège et une imprimerie. En 1783, le gouvernorat général d'Irkoutsk fut formé. Le 1er janvier 1787, la Douma de la ville est créée et le marchand de la 1re Guilde, M. Sibiriakov, est élu maire, il est réélu trois fois et reçoit le titre de « citoyen éminent » pour sa contribution au développement. de la ville  . En 1775, un incendie détruit presque entièrement le centre-ville. En 1790, les murs délabrés du kremlin sont démantelés. En 1791, le premier exilé politique dans ces lieux, Alexandre Radichtchev, resta à Irkoutsk pendant deux mois, condamné pour avoir publié « Voyage de Saint-Pétersbourg à Moscou »  . À la fin du XVIIIe siècle, Irkoutsk, autrefois très pauvre, commença à prendre l'apparence d'une ville européenne, où la culture se développa, où des vêtements modernes apparurent et où la plupart des hommes avaient déjà les cheveux courts et la barbe rasée.

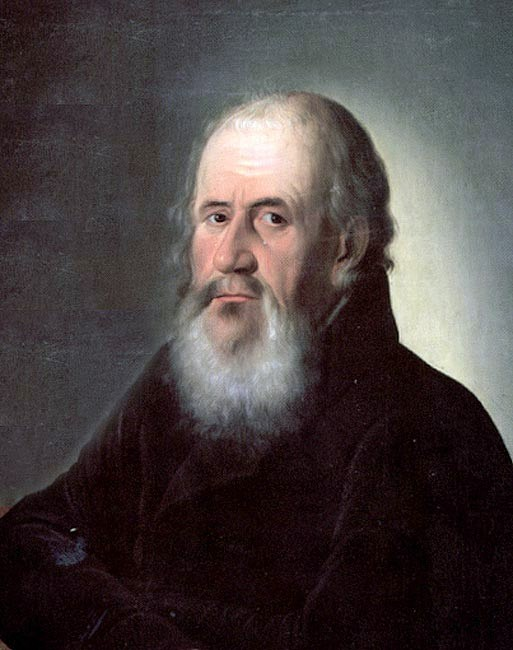
Marchand P.D. Trapeznikov

À la fin du XVIIIe siècle, les marchands commencèrent à jouer un rôle de premier plan dans la vie civile d'Irkoutsk, s'opposant à l'administration de l'État. Occupant des postes clés au sein des autorités municipales, les commerçants ont accès à des contrats qui leur sont avantageux. Les traditions d'activités caritatives des marchands se sont renforcées, avec les fonds desquels des églises, des refuges, des hôpitaux, des écoles, des théâtres et des bibliothèques ont été construits et entretenus. Les rues suivantes ont ensuite été nommées d'après les noms de marchands célèbres : Basninskaïa, Laninskaïa, Medvednikovskaïa, Mylnikovskaïa, Trapeznikovskaïa entre autres.

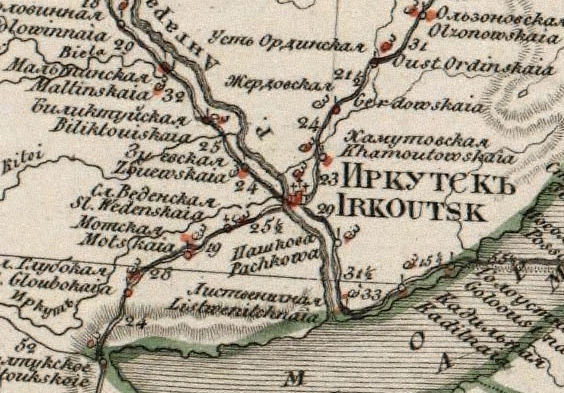
La carte de 1826 montre les routes partant d'Irkoutsk : les voies de Moscou, de Iakoute, Zamorsky et Krougomorsky.

En 1799, avec la participation du marchand d'Irkoutsk Grigori Chelikhov, la compagnie russe d'Amérique (RAC) est créée à Irkoutsk. À partir du milieu du XVIIIe siècle, la ville commença à jouer le rôle de base principale des industries du Pacifique : on y trouvait l'un des bureaux de la RAC, sa « caserne américaine », une forge, une fonderie de goudron, un fourreur et une filature. Des transactions commerciales et des opérations d'approvisionnement ont été réalisées à Irkoutsk, des équipes d'industriels et de marins ont été recrutées, dont beaucoup étaient des habitants d'Irkoutsk. Les résidents de la ville détenaient jusqu'à 9 % des actions de la société. Sur le monument funéraire de G.I. Shelikhov, les poèmes de Derjavine sont reproduits : « …N'oublie pas, descendant, que Ross, ton ancêtre, est bruyant à l'Est ».

## XIXesiècle

### Début duXIXesiècle

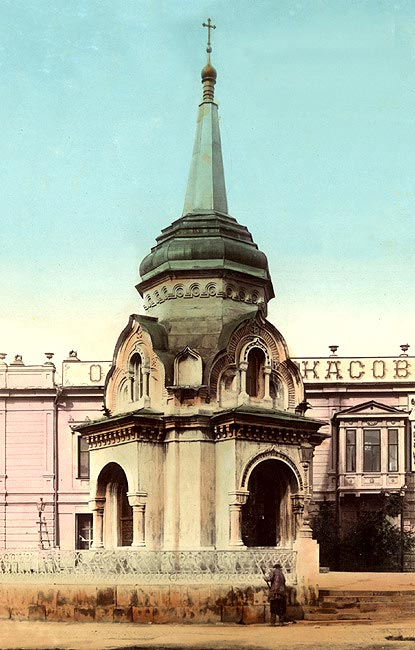
Chapelle au nom du Christ Sauveur, installée à la fin des années 1860 (démolie dans les années 1920)

En 1801, la route Circum-Baïkal a été ouverte en Transbaïkalie, posée avec la participation d'exilés. En ville, le travail forcé était pratiqué dans la maison artisanale et dans l'usine textile. En 1807, le premier hôpital fut ouvert avec des fonds privés. En 1812, 566 recrues furent envoyées d'Irkoutsk à la guerre contre Napoléon qui menait sa campagne de Russie. En 1813, un arc de triomphe fut érigé au bord de la route de Moscou. En 1816, l'armée cosaque d'Irkoutsk est formée.

### Un pouvoir illimité
Étant loin de la capitale, les autorités locales disposaient d'un pouvoir presque illimité : les instructions d'en haut leur permettaient de « faire... selon leur propre discrétion, du mieux que possible et selon les instructions de Dieu ». En 1717 et 1736, le gouverneur d'Irkoutsk L. Rakitine et le vice-gouverneur A. Jolobov ont été exécutés à Saint-Pétersbourg pour abus locaux, et les gouverneurs généraux I. Jakobi , B. Lezzano et I. Selifontov ont été démis de leurs fonctions à différents moments. Le vice-gouverneur A. Plechtcheïev était avide de cadeaux, le gouverneur F. Nemtsov se distinguait par des pots-de-vin exorbitants. Le gouverneur N. Treskine est devenu célèbre pour avoir établi l'ordre et la propreté dans les rues de la ville, réprimé l'opposition des commerçants et expulsé les « membres nuisibles de la société ». Durant la période sous sa direction, la corruption a prospéré. En 1819, le gouverneur général Pestel a été démis de ses fonctions et le réformateur russe Mikhaïl Speranski a été nommé à sa place, chargé de « donner à quiconque a besoin d'un jugement juridique » et de créer « sur place le dispositif le plus utile pour cette région reculée ». Au cours des deux années du séjour de Speranski à Irkoutsk, le gouverneur civil Treskine fut jugé et environ 700 fonctionnaires impliqués dans des actes anarchiques furent identifiés.

### Lieu d'exil et essor
En 1822, le gouvernement général de Sibérie orientale fut formé avec son siège à Irkoutsk. En 1826, à la suite de l'insurrection décabriste à Saint-Pétersbourg en décembre 1825, les décabristes furent condamnés aux travaux forcés et à l'exil en Sibérie, et beaucoup furent ainsi envoyés dans la région d'Irkoutsk. Après avoir effectué des travaux forcés, Serge Troubetskoï et Sergueï Volkonski ont été autorisés à s'installer à Irkoutsk. Selon le projet de constitution de Nikolaï Mouraviov-Amourski, Irkoutsk devait devenir la capitale de l'État de Léna faisant partie de la fédération de Russie. En 1836, la première banque privée est ouverte. La première bibliothèque publique a été ouverte en 1839. Dans les années 1840, Irkoutsk est devenue la « capitale de l'or de la Léna », un lieu de concentration du capital des mineurs d'or. Au cours de ces années, le premier bateau à vapeur arriva dans la ville et un institut pour jeunes filles nobles et un théâtre furent ouverts.
De 1848 à 1861, le gouverneur général était le comte Nikolaï Mouraviov-Amurski. Il annexa la région de l'Amour à la Russie, mais sur place il fit preuve d'un despotisme débridé et d'une extrême cruauté. Avec l'ouverture de la navigation le long de l'Amour en 1854, sur la route reliant Saint-Pétersbourg à l'océan Pacifique, l'ancienne route deIakoutsk commença à décliner. Après l'insurrection de Janvier en 1863-1864, des Polonais exilés arrivèrent à Irkoutsk. La population de la ville était de 28 000 personnes, dont 3 768 exilés. En 1864, une ligne télégraphique fut installée vers Saint-Pétersbourg. En 1866, le procès de 683 Polonais rebelles (Soulèvement circum-baïkal de 1866) sur le lac Baïkal eut lieu à Irkoutsk.

### Incendie de 1879

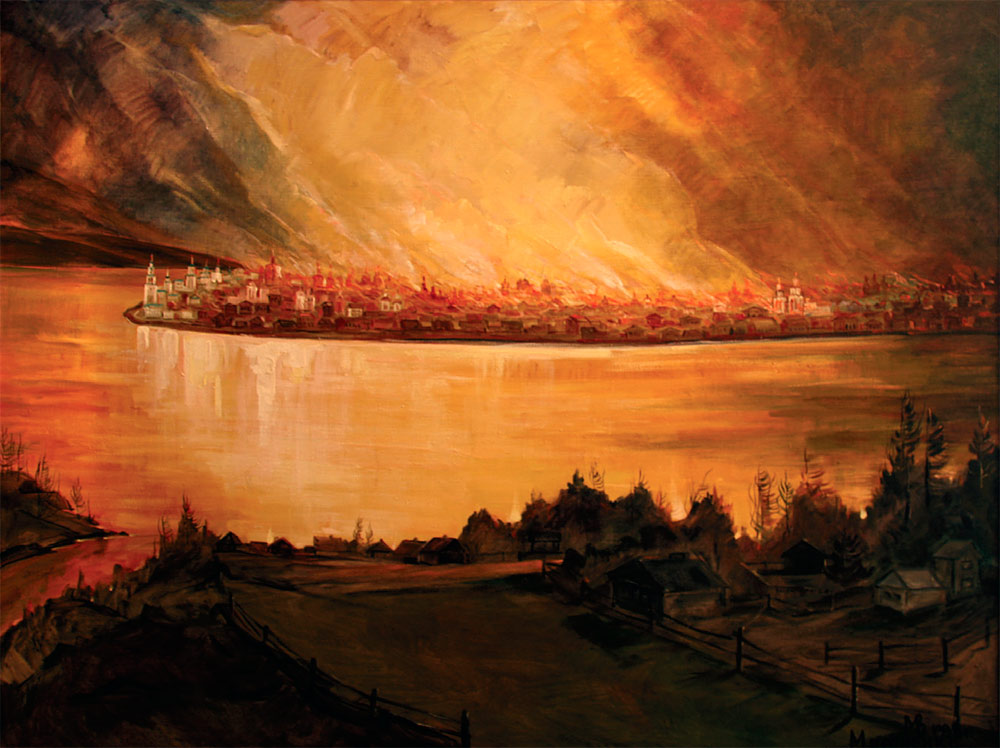
Grand incendie de 1879

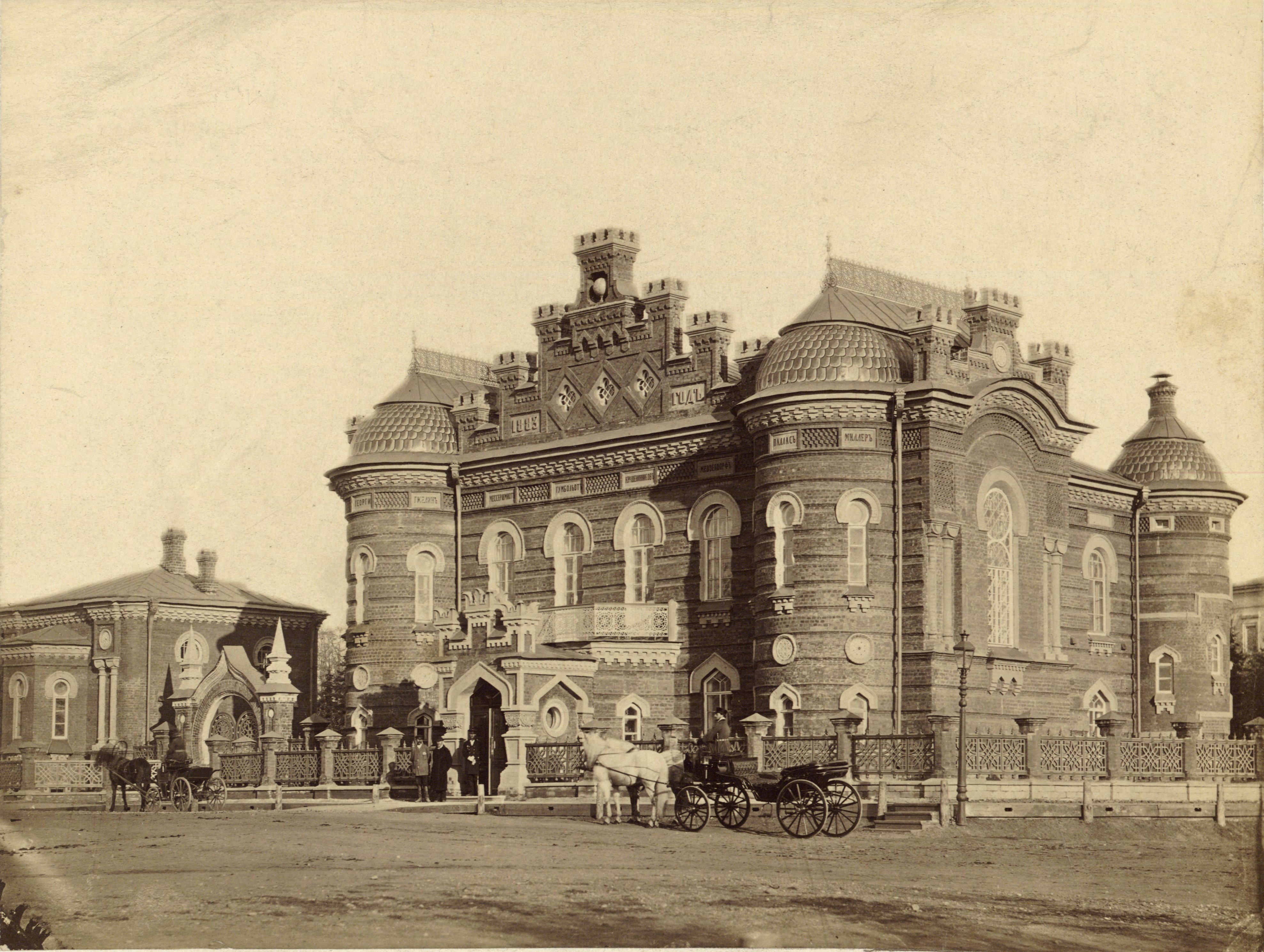
Musée archéologique, construit pour remplacer celui détruit lors de l'incendie de 1879. Photographie des années 188.

Les 22 et 24 juin 1879, un incendie ravagea la ville, détruisant pratiquement le centre historique. Cet événement a divisé l'histoire de la ville entre Irkoutsk avant et après l'incendie. L'incendie a tué que 11 personnes  mais des milliers de personnes ont perdu leur maison. Entre autres choses, le musée archéologique (fondé au XVIIIe siècle) a brûlé et avec lui environ 10 000 livres de la bibliothèque de la Société géographique, ainsi que des archives provinciales. Le voyageur George Kennan a noté que la ville des années 1880 avait beaucoup perdu et était moins intéressante qu'avant l'incendie. La restauration de la ville de ses cendres a coïncidé avec l'apogée de l'industrie aurifère de Léna dans les années 1870-1880  .

### Reconstruction et fin duXIXesiècle
À la fin des années 1880, commence le déclin de l’industrie aurifère et la fin du commerce de Kiakhta (vers la Chine). En 1890, Anton Tchekhov séjourna dans la ville et qualifia Irkoutsk de « ville intellectuelle ». Du 23 au 25 juin de l'année suivante, le tsarévitch Nikolaï Alexandrovitch, futur empereur Nicolas II, visita Irkoutsk alors qu'il revenait de l'étranger lors de son voyage oriental depuis l'Extrême-Orient. L'héritier est arrivé dans la ville le long de l'Angara sur le bateau à vapeur Graf Speransky. À cette époque, il passait en revue les troupes, assistait à des événements festifs en son honneur, aux établissements d'enseignement et aux églises. La première projection de cinéma a eu lieu en 1897. En 1899, des omnibus font leur apparition dans les rues, dont le tarif est fixé par la Douma.

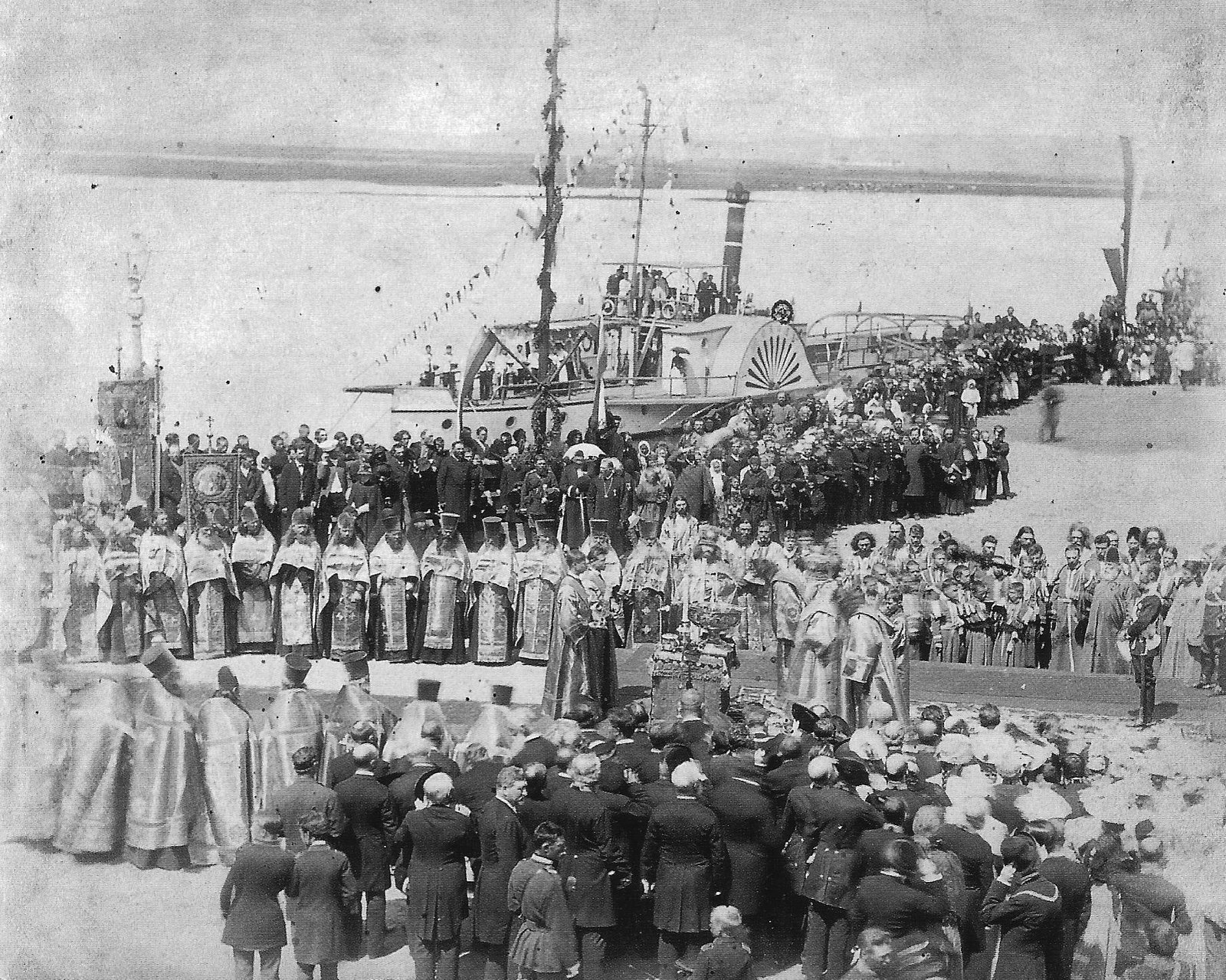
Réunion solennelle du tsarévitch (à droite, seul du clergé au centre) sur la digue de l'Angara près de la cathédrale de l'Épiphanie

Selon le projet initial, le transsibérien devait suivre un itinéraire plus court au nord du lac Baïkal, loin d'Irkoutsk. Cependant, la ville a échappé au sort de Tomsk (qui a été exclue du parcours du Transsibérien) et, en 1898, le premier train du Transsibérien est arrivé à Irkoutsk. Le chemin de fer a amené de nouvelles entreprises de transport dans la ville, a relancé les mines de charbon et l'industrie du bois et a contribué à l'afflux de population.

## XXesiècle

### Années 1900 et 1910

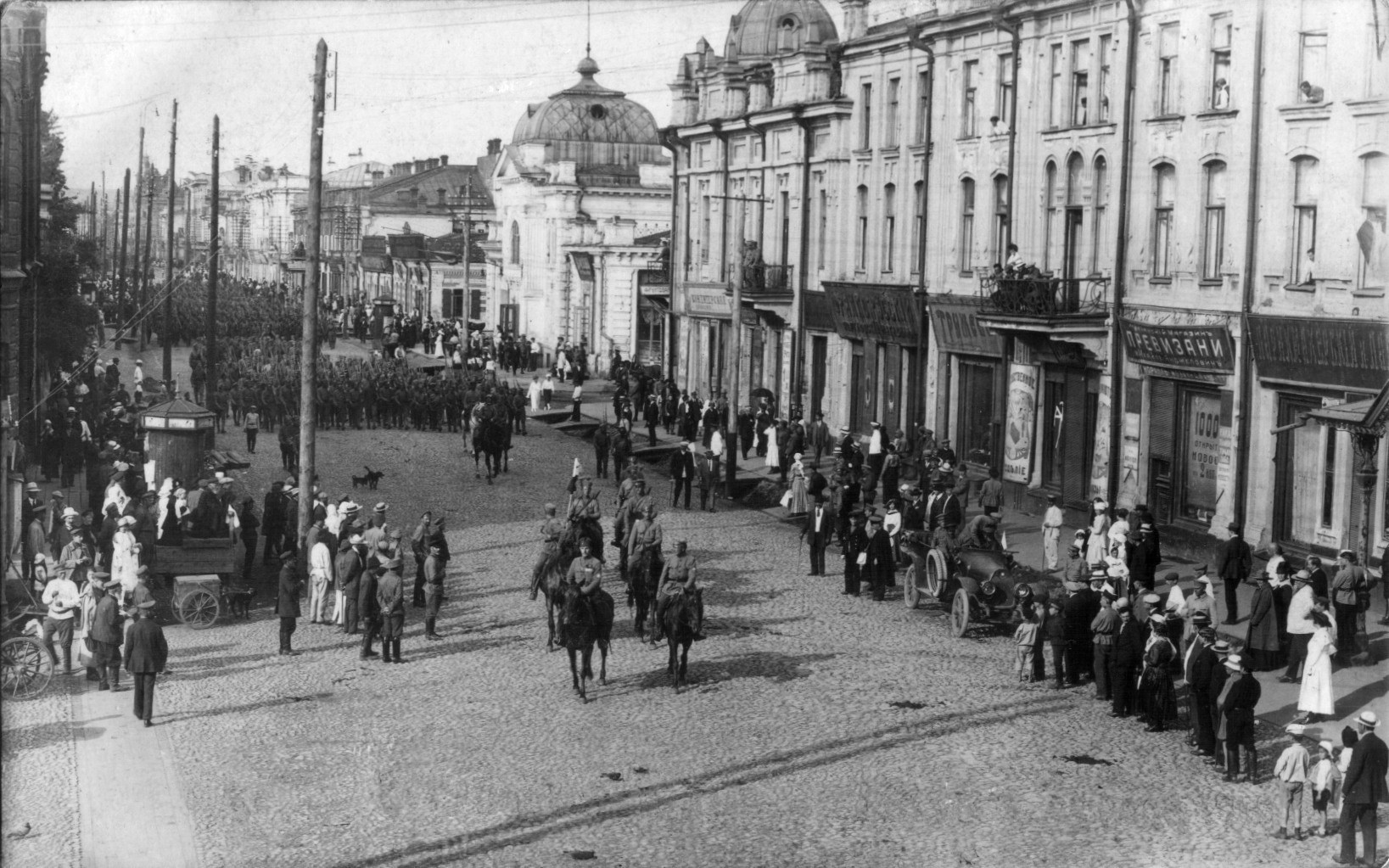
Entrée des légions tchécoslovaques à Irkoutsk, 1918

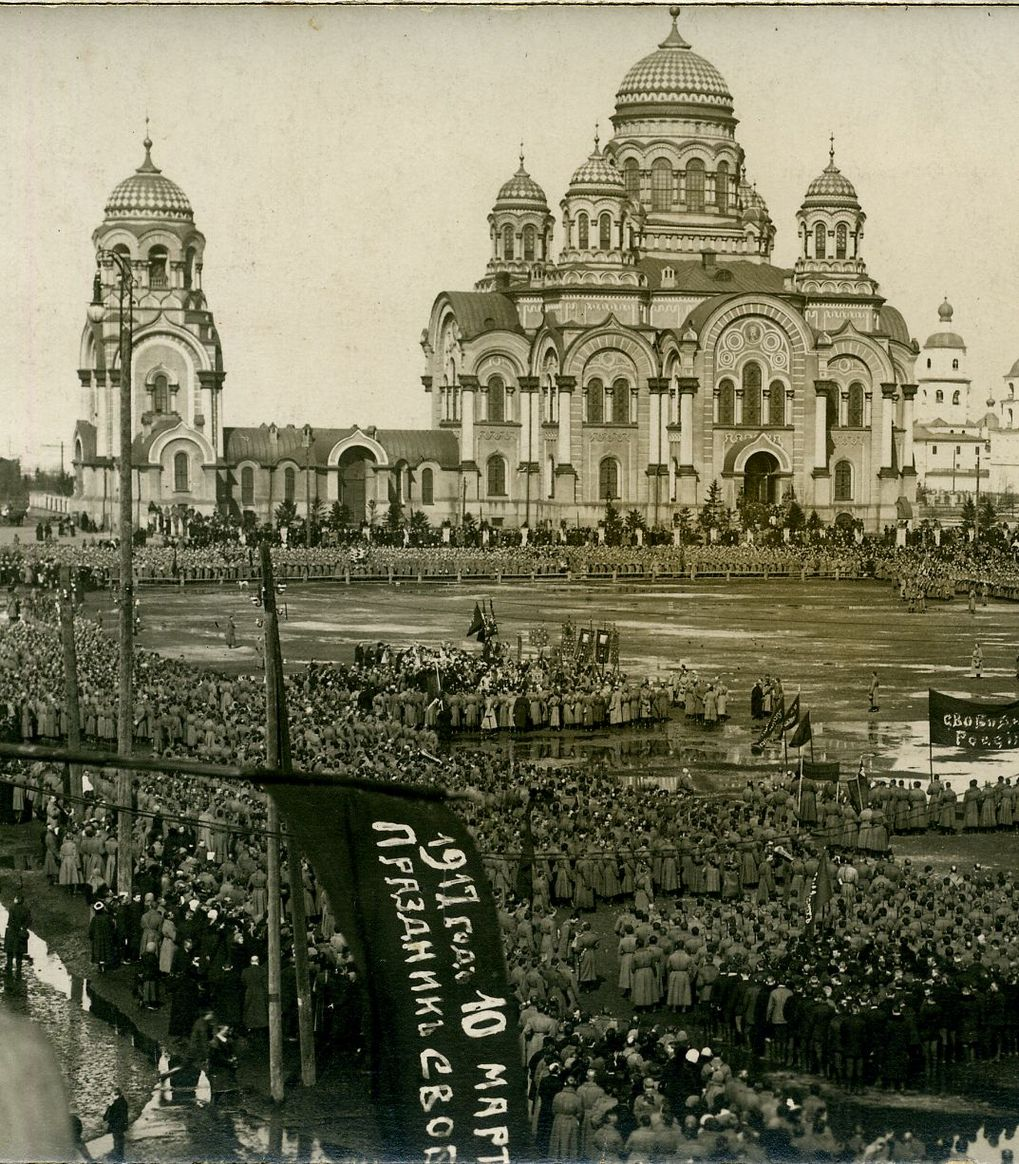
Célébration du « Jour de la Liberté » sur la place Tikhvine, le 10 (23) mars 1917

À mesure que la population d'Irkoutsk augmentait, la stratification sociale de la société entre riches et pauvres s'est accentuée. La vie aisée des commerçants et des fonctionnaires dans les rues contrastait avec celle des pauvres regroupés dans les taudis froids des banlieues ouvrières. Les contemporains ont attiré l'attention sur le grand nombre de pauvres, de malades et de mourants dans la ville.
Le début du XXe siècle est marqué par le développement du mouvement socialiste. En avril 1903, une grève des cheminots éclate à la gare d'Innocent, qui se solde par des arrestations massives. En octobre 1905, une grève générale des ouvriers et employés eut lieu dans la ville. Le 19 octobre, le gouverneur général P. Koutaïssov télégraphia au tsar : « La situation est désespérée. Il n'y a presque pas de troupes. La révolte est complète, général ». Avec l'introduction de la loi martiale, les protestations ouvertes ont cessé. Au cours de l'été 1908, les sociaux-démocrates ont tenté de perturber l'inauguration de la statue d'Alexandre III, déclarant ce jour « fête noire » pour les fonctionnaires tsaristes. Pendant la Première Guerre mondiale, plus de 10 000 habitants d'Irkoutsk ont été mobilisés. Les entreprises industrielles de la ville pré-révolutionnaire étaient petites et à prédominance artisanale. La majorité de la population était employée dans le commerce, les services, le jardinage et la production artisanale.

### Guerre civile russe
Début mars 1917, lors de la révolution de février, le Comité des organisations publiques (KORg) fut formé à Irkoutsk, se déclarant la plus haute institution politique de la ville et du gouvernement. En raison de son emplacement, le gouverneur A.N. Iougan a été démis de ses fonctions, le gouverneur général militaire A.I. Pilts et des officiers supérieurs de la police ont été arrêtés. Le gouvernement général est supprimé. Tous les prisonniers politiques sont libérés de la prison provinciale.
En décembre 1917, après la révolution d'Octobre, dans la ville, avec comme centre d'affrontement les alentours de la Maison Blanche, des combats acharnés ont eu lieu entre les gardes rouges et les cadets pendant 9 jours, au cours desquels plus de 300 personnes sont mortes et environ 700 ont été blessées. À la fin des combats, le pouvoir soviétique s’établit temporairement. Les 13 et 14 juin 1918, une tentative infructueuse de soulèvement antisoviétique eut lieu à Irkoutsk. Le 11 juillet 1918, après des affrontements mineurs, la ville fut prise par des unités des légions tchécoslovaques et du gouvernement provisoire sibérien. Le pouvoir civil fut temporairement transféré au conseil municipal.
En novembre 1919, le gouvernement de Koltchak déménage d'Omsk à Irkoutsk, dont le Conseil des ministres était situé dans le bâtiment de la Banque russo-asiatique . Le 12 novembre 1919, lors de la Conférence pansibérienne des Zemstvos et des villes d'Irkoutsk, fut créé le Centre politique qui organisa le soulèvement anti-Koltchak à la fin de 1919, qui fut un succès. Le 15 janvier 1920, un train arriva à Irkoutsk avec Alexandre Kolchak, qui était en état d'arrestation informelle par les Alliés, par qui ce jour-là il fut remis aux représentants du Centre politique et emprisonné à la prison d'Irkoutsk . Fin janvier, le Centre politique transfère le pouvoir au Comité militaire révolutionnaire bolchevique. Le 7 février 1920, l'amiral Koltchak et le président de son gouvernement V. Pepeliaïev furent abattus, selon la version la plus courante, à l'embouchure de la rivière Ouchakovka. Le 7 mars 1920, la 5e Armée rouge entre solennellement dans la ville.

### Années 1920 à 1940

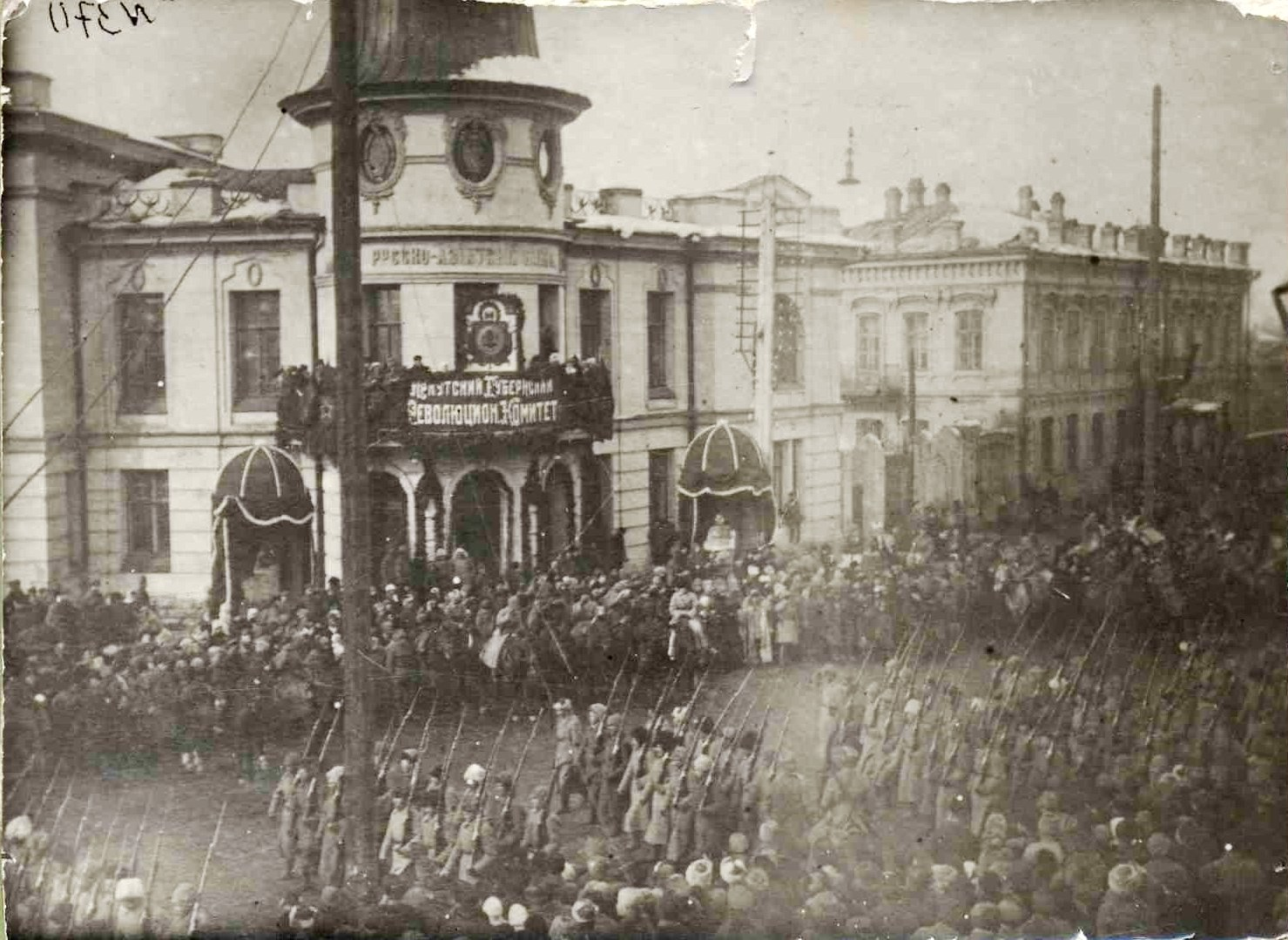
Entrée de la 5e Armée rouge le 7 mars devant le bâtiment de la banque russo-asiatique.

En 1926, le gouvernement d'Irkoutsk fut abolie et l'okroug d'Irkoutsk fut formé dans le cadre du kraï de Sibérie. En 1922-1923, Irkoutsk était le centre de la région autonome mongole-bouriate, et  depuis 1930, le centre du kraï de Sibérie orientale, et depuis 1937, de l'oblast d'Irkoutsk.
En 1923, le premier stade de 2 000 places est construit. En 1936, le premier pont en béton armé portant le nom de Lénine a été ouvert sur l'Angara. Dans les années 1920 et 1950, un hydroport fonctionnait sur l'Angara. Les années 1930 voient la construction d’une usine aéronautique et d’une usine métallurgique, usines de vêtements et de pâtes alimentaires, fabrique de savon et autres entreprises  . Pendant la Seconde Guerre mondiale, environ 20 000 habitants d'Irkoutsk se sont rendus au front, dont la moitié n'est pas revenue. Pendant la guerre, certaines entreprises des régions occidentales du pays ont été évacuées vers Irkoutsk.

### Des années 1950 aux années 1980
Dans les années 1950, dans le cadre de la mise en œuvre de la résolution du Conseil des ministres de l'URSS du 17 janvier 1955 « Sur le recrutement de travailleurs en république populaire de Chine pour participer à la construction communiste et à la formation professionnelle en URSS », des ouvriers chinois travaillaient dans les entreprises et les chantiers de construction de la ville.
En 1958, la centrale hydroélectrique d'Irkoutsk est mise en service. À cette époque, la ville restait essentiellement en bois et à un étage. Dans les années 1960 et 1970, la construction résidentielle et industrielle à grande échelle a commencé. Le 11 mai 1963, Fidel Castro visite la ville. En 1986, « pour les grands services rendus par les travailleurs d'Irkoutsk au mouvement révolutionnaire et leur contribution à la lutte contre les envahisseurs nazis pendant la Grande Guerre patriotique », la ville a reçu l'Ordre de la révolution d'Octobre .
Jusqu'au début des années 1990, Irkoutsk restait l'un des plus grands centres industriels de la RSFSR avec une ingénierie mécanique de haute technologie axée sur le marché de l'Union : la construction aéronautique, la fabrication d'instruments et l'électronique radio se développaient ; ainsi que la production d'équipements métallurgiques et miniers, de pièces automobiles et de machines-outils. La production métallurgique était représentée par des usines de réparation de matériel roulant ferroviaire, de bateaux fluviaux et d'avions.
D'autres grandes industries étaient la production de matériaux de construction, de meubles, d'imprimerie, d'industries légères et alimentaires. Les cinq plus grandes usines employaient plus de 40 000 personnes. Dans les années post-perestroïka, de nombreuses entreprises de construction mécanique et d'industrie légère n'ont pas pu s'adapter aux conditions du marché, et ont dû fermées ou être liquidées, comme l'usine de conditionnement de thé d'Irkoutsk.

## XXIe siècle

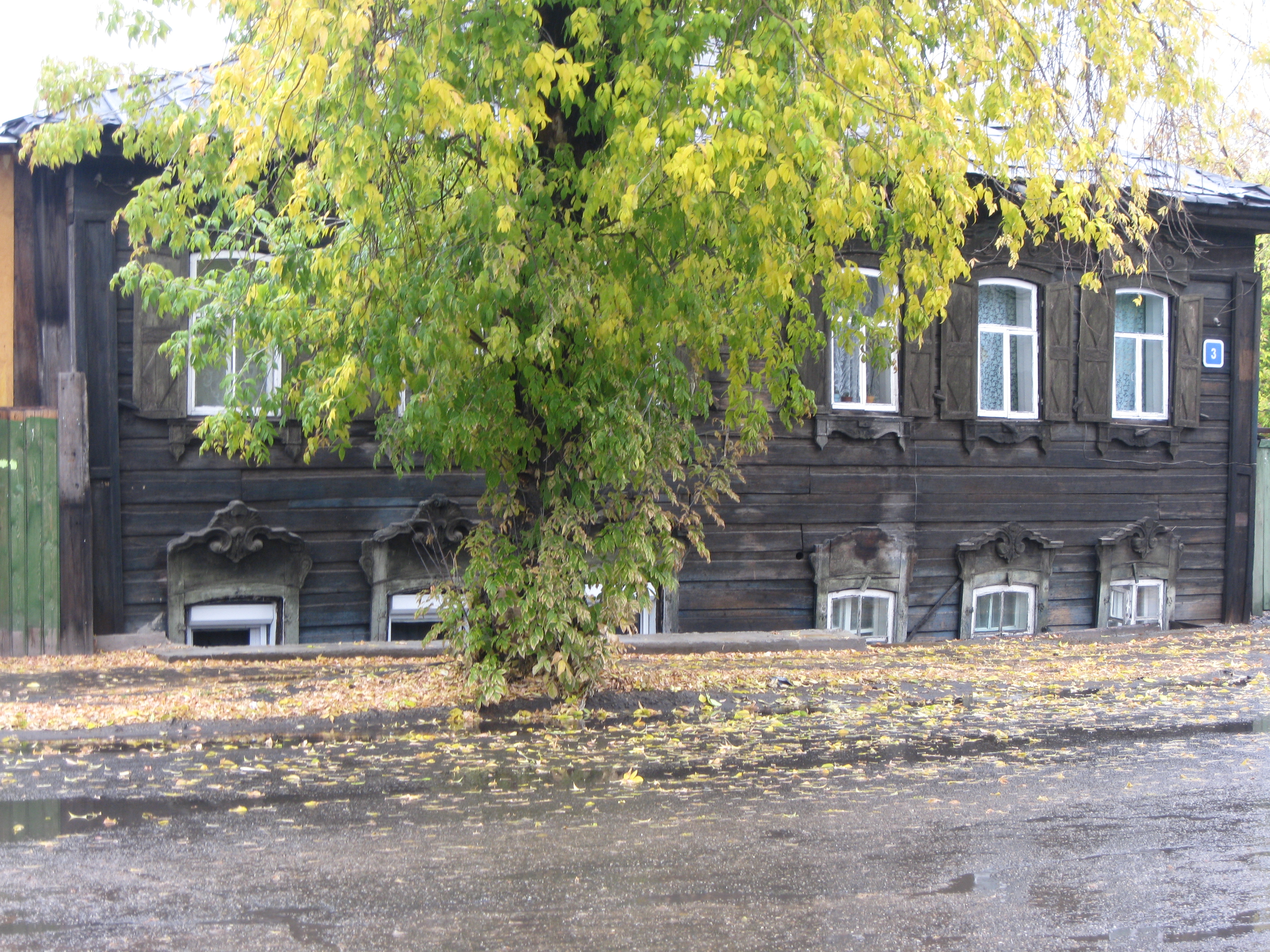
Au début du XXIe siècle, la couche culturelle d'Irkoutsk a augmenté de 1.5 mètre.

## Pour approfondir